# Ventilation mécanique contrôlée
Pour les articles homonymes, voir Ventilation mécanique et VMC.
La ventilation mécanique contrôlée (VMC) est, dans le bâtiment, un dispositif mécanique destiné à assurer le renouvellement permanent de l'air à l'intérieur des pièces. Plusieurs systèmes existent tels que la VMC simple flux et la VMC double flux.

## Historique
Dans les constructions anciennes, la ventilation mécanique contrôlée n'existait pas et l'air était renouvelé à l'aide de bouches d'aération, situées dans le bas de certaines pièces de l'habitat, évacuant naturellement les gaz nocifs (dioxyde de carbone, radon et fuites de gaz éventuelles), plus lourds que l'air. Le renouvellement de l'air se faisait par aération, c'est-à-dire en ouvrant les portes et fenêtres.
En France, la première installation de ventilation mécanique contrôlée est testée sur une opération de 1 100 logements livrés à Créteil en 1961. La technique, alors expérimentale, est surveillée par le Centre scientifique et technique du bâtiment (CSTB). Elle est issue de technologie utilisée dans les pays scandinaves. 
En France, les systèmes de ventilation posés dans les logements neufs sont étroitement liés aux règlementations prises depuis 1958. L'arrêté du 22 octobre 1969 relatif à l'aération des logements fixe pour la première fois l'obligation d'une ventilation générale et permanente. Ce texte est ensuite entièrement abrogé par l'article 18 de l'arrêté du 24 mars 1982 relatif à l'aération des logements. Ce dernier fixe également les débits minimaux d'air extrait et introduit la modulation du débit en cuisine : c'est cet arrêté qui a conduit au développement de la VMC. Il est complété par l'arrêté du 28 octobre 1983 qui ouvre le marché vers des systèmes de modulation automatique de l'air extrait (VMC hygroréglable par exemple).

## VMC simple flux

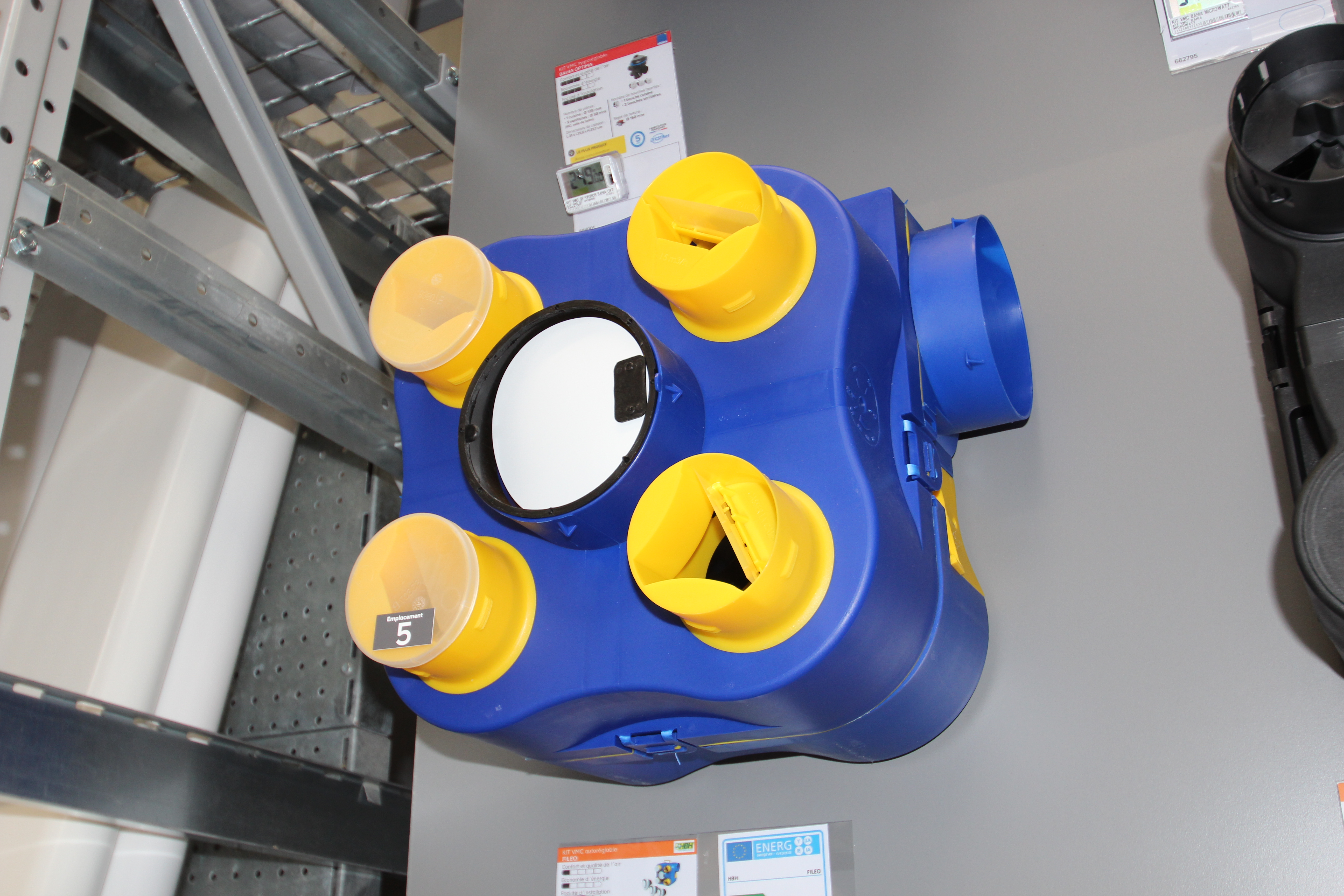
Extracteur d'air.

Une VMC simple flux met en dépression certaines pièces dites humides, par un extracteur d'air constituant le cœur du dispositif. Il s'agit d'un ventilateur (placé généralement dans les combles) aspirant l'air par des conduits situés dans les pièces humides. La dépression ainsi créée assure que l'air humide ou chargé d'odeurs ne circule pas dans le reste de la construction. Cette mise en dépression force également l'air extérieur à entrer dans la construction par des entrées d'air disposées dans les pièces sèches. La circulation de l'air est ainsi à sens unique.

### VMC simple flux autoréglable
Le contrôle du volume d'air renouvelé par heure se fait manuellement par les occupants : en général, le débit d'air sortant peut être contrôlé par le réglage du degré d'ouverture de la trappe d'aspiration d'air. Parfois, le débit d'air entrant peut également être réglé, par un volet sur les ouïes.

### VMC simple flux hygroréglable
La VMC « simple flux hygroréglable » fonctionne sur le même principe que la « VMC simple flux autoréglable », la différence se situant au niveau du contrôle de la ventilation, qui prend en compte le taux d'humidité relative. Les systèmes les plus simples disposent d'un contrôle uniquement au niveau du ventilateur, tandis que les systèmes plus élaborés proposent une modulation en fonction de l'humidité au niveau des bouches d'extraction (hygro A), ainsi qu'éventuellement des entrées d'air (hygro B), ce qui permet une régulation du débit d'air pièce par pièce.
La détection d'humidité peut être électronique, à l'aide d'un capteur d'humidité relative, ou bien passive. Dans ce dernier cas la régulation a lieu grâce à un tissu en polyamide qui réagit en fonction de l'humidité relative. Le polyamide est un plastique hygrosensible, ses dimensions changent en fonction de la présence d'humidité dans l'air. L'élongation ou le raccourcissement du tissu est utilisée pour faire varier l'ouverture de la bouche. Ce type de bouche ne nécessite pas d'électricité pour fonctionner,.
L'humidité relative constitue un paramètre pertinent de modulation de la ventilation dans l'habitat, dans la mesure où la plupart des activités humaines (cuisine, salle de bains, buanderie, etc.), ainsi que le métabolisme produisent de l'humidité, en quantité plus ou moins importante. Certains modèles peuvent adopter d'autres critères, notamment de taux relatif de CO2, par exemple,.

## VMC double flux

Schéma de fonctionnement.

Une VMC double flux fonctionne sur le même principe qu'une VMC simple flux (extraction forcée d'air vicié, créant une dépression dans l'habitat, aspirant de l'air neuf), mais adjoint un échangeur thermique (ou récupérateur de chaleur sur air vicié). Les flux d'airs entrant et sortant échangent des calories au niveau de cet échangeur. En hiver, ce système permet de préchauffer l'air (froid) entrant à l'aide de l'air (chaud) sortant, tandis que l'été, il permet de rafraîchir l'air (chaud) entrant avec l'air (relativement plus frais) sortant.

### VMC double flux hygroréglable
La VMC double flux hygroréglable associe le principe de fonctionnement de la VMC double flux classique à un système permettant de faire varier le débit d'air aspiré et/ou insufflé en fonction de l'hygrométrie.

### VMC double flux thermodynamique

#### Hiver
En hiver, la VMC double flux associée à un échangeur thermique dénommée VMC double flux thermodynamique, permet de récupérer une partie de l'énergie qui serait perdue par le renouvellement de l'air avec une VMC simple flux, cela représente pour une récupération de 60 à 90 % environ de l'énergie de l'air chaud, pour environ 400 W de dépense[pas clair], soit un petit convecteur de salle de bains. Par exemple pour un système à 60 % :
- s'il fait −7 °C dehors, l'air entrant est à 12 °C au lieu de −7 °C ;
- s'il fait 0 °C dehors, l'air entrant est à 16 °C,

ce qui rafraîchit beaucoup moins l'atmosphère des pièces.
Cependant, l'hiver, lorsque les températures sont fortement négatives, l'échangeur thermique peut alors être « pris en glace », l'air sortant chargé en humidité gèle au contact de l'air entrant, et la VMC doit être munie d'un système adapté sous peine de la rendre temporairement inutilisable. L'admission de l'air via un tube souterrain du type puits provençal, puits canadien ou au travers d'une « batterie hydraulique » (lac par exemple)[Comment ?] permet d'avoir une arrivée d'air à température positive toute l'année et ainsi d'optimiser son fonctionnement pendant les périodes les plus froides.

#### Été
Certaines VMC double flux disposent d'une fonction by-pass ; cette fonction permet pendant les journées chaudes d’été de rafraichir l’air intérieur du domicile. Durant la nuit, l’échangeur thermique va supprimer les échanges d’airs, et ainsi l’air provenant de l’extérieur va directement être soufflé dans le logement, sans passer par l’échangeur.
La VMC double flux thermodynamique va également permettre de rafraîchir l'air entrant, si la température de la maison est plus basse que celle extérieure, et éventuellement permettre d'économiser de l'énergie sur la climatisation.

### Une entrée d'air unique
La centralisation de l'entrée d'air d'une VMC double flux permet d'utiliser un puits provençal pour réguler l'air entrant (été comme hiver) grâce à la géothermie. L'autre avantage est de pouvoir filtrer l'air entrant plus aisément.

### Une installation plus complexe
En revanche, ce système est plus onéreux à l'installation, du fait de l'installation du double réseau de conduits (air frais insufflé et air vicié aspiré) ainsi que par le coût supérieur de l'extracteur avec échangeur de chaleur qui est statique ou composé d'un disque mobile. Il faut prévoir également le coût de l'isolation des gaines et le raccordement des caissons au réseau d'eaux usées (évacuation des condensats).

### L'État français favorise la rénovation du système de ventilation
En France, afin de faciliter la rénovation du système de ventilation des logements avec l'installation d'une VMC double flux, le gouvernement français propose plusieurs aides financières. Une des aides les plus importantes est MaPrimeRénov', proposé dans le cadre de la plateforme du service public France Rénov'. Il existe aussi le dispositif CEE, qui a été instauré en 2005 par le gouvernement afin de diminuer l'empreinte carbone des entreprises du secteur de l'énergie, qui doivent délivrer une prime CEE lorsqu'un ménage fait appel à eux pour des travaux de rénovation énergétique, tels que la rénovation du système de ventilation.

## VMC gaz
Une VMC gaz est une VMC simple flux mais avec certaines spécificités car elle est destinée en plus de renouveler l'air du logement, à évacuer les gaz de combustion d'une chaudière gaz. Elle a des impératifs de débit et de sécurité. Dans ce cas elle doit répondre à la réglementation sur les EVAPDC : Évacuation des produits de combustion

### Débit
La chaudière, généralement située dans la cuisine, est raccordée à une bouche d'extraction spéciale (par exemple « Baz »[Quoi ?]) munie d'un ballon souple qui obture plus ou moins l'évacuation, selon que le bruleur est allumé ou pas, pour éviter un trop grand débit permanent. Il y a aussi une tirette qui permet le plein débit lors de la cuisson.
Les modèles pour ces bouches d'extraction sont normalisés, en fonction du nombre de pièces du logement mais aussi de la puissance de la chaudière.

### Sécurité et réglementations
La chaudière gaz a, par elle-même, une sécurité (klixon) qui stoppe l'allumage s'il n'y a plus d'évacuation des gaz brulés : il s'agit d'un capteur thermique qui disjoncte s'il n'est plus balayé par l'air frais admis dans la trémie d'évacuation par effet venturi, mais il y a aussi souvent au niveau de l'extracteur de la VMC un capteur sensible au flux d'air. Si le moteur s’arrête ou si l'extraction est bouchée, la chaudière est bloquée.
Dans les immeubles collectifs l'ordre d'arrêt est transmis par relais ou par courants porteurs à toutes les chaudières de l'immeuble, car celles-ci étant toutes raccordées sur le même conduit, il y a un risque mortel : le monoxyde de carbone d'une chaudière située en bas pourrait ressortir dans les logements supérieurs par simple convection.
Enfin, il est évident que pour assurer une bonne combustion sans risque, les arrivées d'air ne doivent en aucun cas être obturées ou diminuées.
La VMC gaz, solution de facilité, a tendance à disparaitre au profit des chaudières à ventouse, car ce n'est pas une solution économique (trop d'air extrait du logement, refroidissement rapide de la chaudière, contrat d'entretien plus cher).
Différentes règlementations encadrent la maintenance des systèmes de ventilation dans divers types de bâtiments :
1. Établissements recevant du public (ERP) : l'arrêté du 25 juin 1980, modifié pour la sécurité incendie, stipule dans son article CH57 que les systèmes de ventilation et de climatisation doivent être régulièrement entretenus et maintenus en état de fonctionnement optimal ;
2. Bâtiments d'habitation : l'arrêté du 31 janvier 1986, relatif à la sécurité incendie, impose aux propriétaires l'obligation de réaliser des diagnostics et de procéder au nettoyage des installations de ventilation ;
3. Autres types de locaux : conformément à l'arrêté du 8 octobre 1987, les chefs d'établissement sont tenus, en vertu de l'article R-232-5-9 du Code du travail, de maintenir leurs installations de ventilation en bon état, tant sur le plan mécanique qu'hygiénique.

En ce qui concerne la qualité de l'air intérieur, la réglementation spécifique aux ERP exige une surveillance dans certains établissements accueillant un public sensible. Depuis le 1er janvier 2018, cette exigence s'applique aux structures accueillant des enfants de moins de 6 ans, notamment les écoles maternelles et élémentaires. À partir de 2020, cette obligation a été étendue aux centres de loisirs, aux collèges et aux lycées, et à partir de 2023, à tous les autres établissements. Cette réglementation nécessite une évaluation des systèmes de ventilation ainsi qu'une campagne de mesure des polluants ou une autoévaluation à l'aide d'un guide pratique.
Par ailleurs, des valeurs guides ont été établies pour trois substances particulièrement surveillées : le formaldéhyde, le benzène et le CO2. Ces valeurs visent à réduire la concentration de ces polluants dans l'air intérieur des établissements concernés.

## Avantages et inconvénients

### VMC simple flux
- La maison étant en dépression, il est dangereux d'utiliser un chauffe-eau au gaz, un poêle ou une cheminée qui ne soit pas raccordé à une prise d'air et un refoulement extérieur.
- L'air qui rentre dans le bâtiment est de l'air froid en hiver, non préchauffé par l'air sortant, de plus il ne peut être que peu filtré.
- La circulation d'air au sein de l'habitation se fait via des ouvertures entre les pièces où l'air entre et les pièces où il est extrait, généralement les toilettes ou la salle de bains. Or les sons passent par les mêmes ouvertures que l'air qui circule. Ceci diminue l'intimité des pièces, que ce soient les chambres à coucher ou les toilettes.

### VMC double flux
- Solution plus chère lors de l'installation, mais qui peut s'avérer économique à long terme principalement dans les climats froids avec une longue saison très froide[17].
- Le préchauffage de l'air entrant supprime la sensation de courant d'air froid. En été, elle permet au contraire de rafraîchir le logement[17].
- Nécessité de rendre le bâtiment étanche à l'air. On peut effectuer une mesure de l'étanchéité de la maison en la mettant sous pression. Un ordre de grandeur pour une habitation passive est de 0,6 Vol/h à 50 Pa[18].
- Filtration de l'air entrant, permettant une meilleure hygiène principalement dans les zones polluées, mais nécessitant de changer les filtres une à deux fois par an[17].
- En cas de mauvaise conception ou de mauvaise mise en œuvre, le bruit des bouches d'insufflation peut être désagréable, notamment dans les chambres[17].
- L'installation et la maintenance est plus complexe que la VMC simple flux. En rénovation notamment, il peut être impossible d'installer une VMC double flux avec des travaux simples[17].
- La température opérative d'une pièce : le brassage effectué par la VMC double flux permet d'augmenter la température des parois et d'homogénéiser les températures de l'air intérieur. D'où un meilleur confort, un ou deux degrés de consigne en moins pour la même sensation de confort, et moins de condensation dans les murs car le point de rosée est déplacé à l'extérieur du complexe isolant.
- La fonction by-pass, qui permet de rafraichir le logement.